# Camille Le Tellier de Louvois
Pour les articles homonymes, voir Le Tellier et Louvois.
Camille Le Tellier de Louvois, né le 11 avril 1675 à Paris où il est mort le 5 novembre 1718, est un homme d'Église français, membre de plusieurs académies royales sous Louis XIV.

## Biographie
Quatrième fils du ministre François Michel Le Tellier de Louvois, il est docteur en Sorbonne à l'âge de 25 ans, puis intendant du Cabinet des médailles, conservateur de la Bibliothèque royale — charge dont il hérite à l'âge de huit ans sur l'intervention de son père, écartant par la suite Jérôme II Bignon et Louis Colbert — abbé de Bourgueil et grand vicaire de l'archevêque de Reims. En 1717, pour des raisons de santé ou selon Saint-Simon parce qu'il « dédaignait l'Auvergne », il refuse sa nomination comme évêque de Clermont. En tout état de cause, il meurt de la pierre l'année suivante à l'âge de 43 ans
Il a été nommé membre de l'Académie royale des sciences en 1699, de l’Académie royale des inscriptions et médailles en 1705 et de l'Académie française en 1706.